# Jakab Balázs
Jakab Balázs (Budapest, 1999. február 16. –) magyar színész.

## Életpályája
Csobánkán nőtt fel. 2012–2018 között az Árpád Gimnáziumban tanult. 2018–2023 között a Színház- és Filmművészeti Egyetem színművész szakos hallgatója volt. 2023-tól a Katona József Színház tagja.

## Színházi szerepei

### Katona József Színház
- A Halál kilovagolt Perzsiából (2024)
- Sárszeg (2024)
- Sorstalanság (2024)
- Extázis (2023)
- EMBTRAG (2023)
- Vizityúk (2023) ...Lakáj, Jan Pablichenko
- Moszkva–Peking Transzszimfónia (2022)
- Főtitkárok (2022) ...Szántó György
- Médeia (2022)
- Lear király (2021) ...Szolga

## Filmes és televíziós szerepei
- Együtt kezdtük (2022) ...Marci[6][7]
- Marsra magyar! (2024) ...Pesti